# Ive Marković-Kora
Ive Marković-Kora (1947.) je hrvatski pjesnik i kipar s otoka Brača. Piše pjesme na čakavskom narječju. 
Pjesme mu odražavaju osjećaje prema doživljajima iz djetinjstva te posebice se odnose prema tradicionalnoj baštini. Neke od pjesama su dosegle razine vrijedne antologiziranja.

## Djela
- I blidi višta, zbirka pjesama, 2001.

## Vanjske poveznice
- Ive Marković-Kora  Arhivirana inačica izvorne stranice od 17. prosinca 2014. (Wayback Machine), službene stranice